# Pesniški jezik
Pesniški jezik se imenuje tudi umetnostni jezik in je kot jezikovna zvrst, v kateri izstopa poetična funkcija, uporabljen v literarnih delih. Pesniški jezik naj bi bil najustvarjalnejša in najizvirnejša jezikovna zvrst, oblikovana na podlagi potujitve avtomatiziranih besed in vzorcev praktičnega jezika. V pesniškem jeziku so celo zaželeni pomenski premiki, konotacije, večpomenskost, slovnične nepravilnosti, odkloni od splošne jezikovne rabe, zapletene in teže razumljive strukture, velika zgoščenost, ujemanja med različnimi jezikovnimi ravninami, avtoreferencialnost, prestavljanje etičnih in spoznavnih norm, približevanje mitološkemu mišljenju, imaginaciji in telesnim impulzom. V ruskem formalizmu in praškem lingvističnem krožku se je razvilo pojmovanje, da literatura temelji na posebni jezikovni zvrsti. To je sporno, ker literarna besedila zajemajo iz različnih jezikovnih zvrsti, malo pa je prvin, ki bi bile značilne samo za literaturo. Uporabniki jezika na podlagi svoje jezikovne zmožnosti ob stiku z literarnim besedilom precej hitro ugotovijo, da gre pri le-tem za diskurz, ki se razlikuje od drugih jezikovnih zvrsti. 
S pesniškim jezikom pisatelji in pesniki dosegajo umetniško obliko svojih spisov. Prevajanje pesmi je zapleteno, saj mora prevajalec dobro poznati tudi oba pesniška jezika, posebno tisti način izražanja, ki ga uporablja izvirnik. Vsak pesniški jezik je namreč vedno obarvan z besedami v prenesenem smislu ali nenavadno uporabljenimi izrazi. To so retorične figure, ki zaradi številčnosti in različnosti otežujejo prevod. Te figure se sicer pogosto uporabljajo tudi v vsakdanjem pogovornem jeziku, a so že tako udomačene, da jih po navadi ne opazimo. 

## Nekatere kategorizacije retoričnih oblik
Razni jeziki na različne načine preučujejo pesniško izražanje. Predvsem ni enotnosti v kategorizaciji njegovih oblik. Tako so na primer v angleščini vse značilnosti pesniškega jezika figures, ki se delijo na tropes (beseda v prenesenem smislu) in schemes (beseda na nenavadnem mestu). Nemci poznajo Stilfiguren, ki se delijo na 
Wortfiguren (besedne figure) in Gedankenfiguren (stavčne figure); Tropus je le ena od figur. Podobno je tudi v italijanščini, kjer so vse oblike pesniškega jezika uvrščene v razne kategorije figur: tropo je le oznaka za tiste, ki predvidevajo preneseni smisel besede.
Enotna mednarodna kategorizacija mnogih oblik pesniškega jezika sploh ne obstoja, saj velikokrat celo definicija posamezne figure ni enaka pri vseh jezikih. Med številnimi avtorji, ki so se bavili s tem problemom, je vredno omeniti predvsem Heinricha Lausberga, ki je predlagal, naj se imenujejo tropi sledeči načini izražanja: vsi prenosi (metafore), sovzprejetje (sinekdoha), zamenjava imena (antonomazija), zanos (emfaza), skromnost (litota), pretiravanje (hiperbola), preimenovanje (metonimija), opisovanje (perifraza), podsmeh (ironija); vse ostale naj bi bile enostavno figure (glej Seznam tropov in figur).
Nekatere novejše študije delijo retorične figure na
- spremembe besedne oblike (metaplazmi)
- spremembe besednega pomena (metasememi)
- spremembe v sestavi stavka (metatakse) in
- spremembe v pomenu stavka (metalogizmi).

Slovenska slovnica je tudi v tem primeru določila stroga pravila. Slogovne olepšave jezika se delijo na trope in figure, nato še vsak od teh na dve podskupini. Tropi zaznamujejo lahko besede v prenesenem pomenu ali besede v zamenjanem pomenu. Figure so pa lahko glasovne, enobesedne ali stavčne.

## Tropi
Leksikon Literatura (2009) nam o tropih poda naslednjo definicijo: Rečemo jim tudi semantične figure, beseda pa izhaja iz grščine (tropos = obrat). Vrsta retoričnih figur; po Kvintilijanu premena besede ali besedne zveze iz pravega pomena v drugega, npr. metafora, metonimija, sinekdoha.
V Kosovi Literarni teoriji (2001) najdemo trope v poglavju retoričnih figur, ki so posebne jezikovne tvorbe in oblike, ki jih je uporabljalo tudi govorništvo, razlagala pa jih je predvsem retorika ali teorija govorništva. Pove nam, da je teorija retoričnih figur pogosto v svoji sistematiki razlikovala med tropi in figurami, pri čemer je med trope uvrstila komparacijo, metaforo, metonimijo, sinekdoho in personifikacijo, med figure pa rimo, elipso, anaforo itd., vendar je bila taka razdelitev spet podvržena najrazličnejšim spremembam in razlagam; zato se zdi za takšna sredstva zadosten izraz retorične figure. 
Po Kmeclovi Mali literarni teoriji (1983) tropi predvidevajo spremembo besednega pomena, kakor napoveduje že pomenski vir besede. Pri vsakem tropu je treba ločevati tri ravni, tri pojme:
a)	premi pomen besede ali pomensko izhodišče (primerjana beseda, to je običajno rabljena beseda, običajni pomen; npr. OČI kot telesni organ vida);
b)	preneseni pomen, ki je razviden iz sobesedila (v primeri primerjalna beseda: npr. Tiho, tiho dalje sanja noč z bleščečimi očmi – OČI v prenesenem pomenu, ki ga narekuje besedilo Murnove pesmi, niso več deli človeškega telesa marveč zvezde);
c)	tertium comparationis (lat.) ali tretje pri primeri (to so tiste lastnosti, zaradi katerih je pomenska zamenjava sploh mogoča: tako zvezde kakor oči se bleščijo in so del nečesa razsežnejšega, zato jih moremo v sotekstu medsebojno zamenjati; še pogostnejša je namreč v liriki obratna zamenjava – poimenovanje oči, recimo ljubljenega dekleta – z zvezdami:
Primer: Tak, draga deklica! zvezd tvojih čakam,/ tako in bolj še čakam hrepeneče/ oči zagledat’ tvojih svetle žarke …).
Rečnik književnih termina (1985) nas iz gesla tropi usmeri na geslo stilne figure. Trope definira kot jezikovni obrat, pri katerem je ime stvari v običajni rabi zamenljivo z drugim imenom. Antični teoretiki so razlikovali naslednje trope: metafora, metonimija, sinekdoha, hiperbola, poudarek, ironija, litota in parafraza. Menili so, da obstajajo trije načini zamenjave: dodajanje, odvzemanje in premeščanje.

## Figure
Beseda figura izhaja iz latinščine (figura = podoba).
Matjaž Kmecl v Mali literarni teoriji pravi, da so figure vse tiste jezikovnogovorne oblike, ki tako ali drugače odstopajo od običajne rabe in so kot takšne namenjene posebnim, presenetljivim učinkom. Figure razdeli v pet skupin:
- Ogovorne figure. Govorec je svojega poslušalca ogovarjal; od tod skupina ogovornih figur. To so: ogovor (apostrofa), retorično vprašanje, vzklik (eksklamacija) in dialogizem.
- Akumulacijske figure. V njih gre za ponavljanje istih enakopomenskih ali isti predmet označujočih besed. To so: ponavljanje (iteracija), pripev (refren) in kopičenje (akumulacija).
- Logične figure. So najbolj racionalne, razumske; najdlje od čustvenih pobud. To so: vzporedje (paralelizem), stopnjevanje (klimaks) in nasprotje (antiteza).
- Slovniške figure: obrnjeni besedni red (inverzija), sodeležnost (silepsa) in napačno zaporedje (histerologija).
- Razširjenje figure: opis (deskripcija), izpoved in dialog.

Janko Kos v Literarni teoriji figure uvrsti k retoričnim figuram, ki so posebne jezikovne tvorbe in oblike, ki jih je uporabljalo tudi govorništvo, razlagala pa jih je predvsem retorika. Ta jih je v svoji pojmovni sistematiki razlikovala med tropi in figurami, pri čemer je med figure štela rimo, asonanco, aliteracijo, anaforo, epiforo, antonomazijo, hiperbolo, elipso, retorični nagovor, retorično vprašanje in še številne druge. Taka razdelitev je bila podvržena najrazličnejšim spremembam in razlagam, zato se zdi za takšna sredstva zadosten izraz retorične figure.
V Rečniku književnih termina piše, da antična teorija figure deli na jezikovne in miselne figure. Jezikovne so tiste, ki se vežejo na obliko in zvok besed, miselne pa na njihov pomen. Antični teoretiki niso strogo ločevali ti dve skupini in so enkrat določeno figuro umestili v eno, drugič v drugo skupino. V jezikovne figure so umestili npr. ponavljanje, v miselne pa antitezo.
V leksikonu Literatura piše, da je figura način jezikovnega izražanja, ki se odmika od običajnega. Kot retorična figura je sistematično obravnavana v retoriki.